# Park Jae-hong
Park Jae-hong (10 de novembro de 1978) é um ex-futebolista profissional sul-coreano que atuava como defensor.

## Carreira
Park Jae-hong representou a Seleção Sul-Coreana de Futebol nas Olimpíadas de 2000.